# 犬尿氨酸
l-犬尿氨酸是一种非蛋白氨基酸，分子式C10H12N2O3，也是l-色氨酸到烟酸的代谢中间产物。